# You'll Always Find Your Way Back Home
"You'll Always Find Your Way Back Home" é uma canção pop country escrita para o filme de 2009 Hannah Montana: O Filme. A música é interpretada pela cantora, compositora e atriz Miley Cyrus, atuando como Hannah Montana, alter ego de Miley Stewart - uma personagem que ela interpreta na série do Disney Channel Hannah Montana. Uma versão karaokê foi incluída no álbum Disney's Karaoke Series: Hannah Montana The Movie. A canção é musicalmente pop country e pop rock, na qual se manifesta o desejo de permanecer ancorado e voltar às raízes.
O single obteve críticas positivas dos especialistas em música contemporânea, e uma boa média de resultados comerciais para Cyrus no Canadá e Estados Unidos, em comparação aos seus esforços anteriores interpretando Hannah Montana. Atingiu seu pico internacional mais alto no Canadian Hot 100, alcançando a posição 76. O vídeo da canção é um trecho de Hannah Montana: O Filme, sendo lançado ao mesmo tempo em que o filme.

## Antecedentes e composição
A cantora e compositora Taylor Swift se envolveu com o Hannah Montana: O Filme, quando os cineastas lhe enviaram um e-mail solicitando o uso da música no filme. Swift, posteriormente, concordou em fazer uma pequena aparição na película para cantar "Crazier", assim como, co-escrever uma canção com o vocalista principal da banda Boys Like Girls, Martin Johnson. Em uma entrevista para MTV, Johnson descreveu seu trabalho com Swift:
| “ | Ela é incrível. Uma das compositoras mais talentosas para se trabalhar, se não a melhor. Para uma garota tão jovem, é muito criativa. Conhece o público e entende verdadeiramente o tipo de música pop que sai do coração. Aprende as maneiras de fazer as coisas ao estilo pop e também, que sinta isso ao mesmo tempo. Compusemos um punhado de canções juntos e foi muito divertido. | ” |

"You'll Always Find Your Way Back Home" é usada como um número de encerramento para o Hannah Montana: O Filme. No filme, Cyrus se apresenta como Hannah Montana ao ar livre, a fim de arrecadar fundos para salvar sua cidade natal. Mais de dois mil figurantes estiveram presentes para filmar a cena, que posteriormente, foi aproveitado como videoclipe da canção.
"You'll Always Find Your Way Back Home", segundo Allmusic, incorpora o tema do álbum que funde o estilo da música pop com o country. É executada em uma barra de quatro quartos com um ritmo mais rápido que 160 batimentos por minuto. O tema está na tonalidade de mi♭ maior. Um registro vocal de Cyrus abrange dois oitavos, desde "la3" a "do5" e sua progressão harmônica varia de mi♭5-re5-mi♭5. Como o filme, as letras são utilizadas para discutir a importância de suas raízes.

## Recepção midiática

### Crítica
A canção recebeu críticas positivas. Simon Weaving do Screenwize.com disse que "a maioria das músicas possuem uma letra simples, uma série de pop hits 'açucarados', que encontram perfeitamente seu caminho na estória, incluindo "The Best Both Worlds" e "You'll Always Find Your Way Back Home". James Plath do Dvdtown.com descreveu o single como "muito bem integrado à narrativa do filme". Peter Canavese do Grouncho Reviews mencionou que "a estória abre caminho para [...] 'You'll Always Find Your Way Back Home'", a qual atrai o público objetivo do filme, "[as] meninas pré-adolescentes".  Warren Truitt do About.com argumentou que a música "transmite a sensação de até mesmo estrelas pop, podem encontrar refúgio em sua cidade natal", sendo listada a terceira melhor canção de Hannah Montana. A mesma foi incluída na categoria de melhor canção original para a 82ª edição do Óscar.

### Desempenho
A música estreou na lista Billboard Hot 100, na posição 87, durante a semana que terminou em 11 de abril de 2009. "You'll Always Find Your Way Back Home" caiu o posto, chegando ao número oitenta e oito na semana seguinte. No entanto, na semana encerrada em 2 de maio de 2009, atingiu sua posição mais alta no Hot 100, atingindo o número oitenta e um, devido a sua alta taxa de download digitais, que a colocaram na posição 52 da Hot Digital Songs. No Canadian Hot 100, "You'll Always Find Your Way Back Home" estreou com o número 88 na semana encerrada em 11 de abril de 2009 e chegou ao número 76 na semana que terminou em 2 de maio de 2009.

## Vídeo musical
O primeiro vídeo musical de "You'll Always Find Your Way Back Home" foi filmado como a promoção da trilha sonora do filme Hannah Montana: The Movie. O vídeo foi lançado pela Disney.com em março de 2009, sendo parte de uma série promocional intitulada As Sessões de Miley. No clipe, Cyrus cantava a música em um estúdio de gravação.
Um trecho do filme estreou como um segundo vídeo musical da canção, em agosto de 2009 pelo Disney Channel, a fim de promover o lançamento inicial na televisão. A seção começa com Hannah Montana e seus dançarinos no palco. Em seguida, passa a mostrar clipes de Hannah Montana: O Filme, que a personagem de Cyrus, está para fora de um avião particular. O vídeo continua alternando entre a apresentação de Miley e os clipes do filme, as cenas incluem Stewart (Cyrus) tirando a peruca de Hannah Montana e as interações com Travis, seu interesse amoroso, papel interpretado por Lucas Till. No meio da apresentação, Montana e seus dançarinos deixam o palco através de uma porta traseira e imediatamente, entra ostentando uma roupa ocidental, uma saia e botas de cowboy.

## Posições nas paradas
| País           | Tabela musical (2010)     | Melhor posição |
| -------------- | ------------------------- | -------------- |
| Canadá         | Canadian Hot 100          | 76             |
| Estados Unidos | Billboard Hot 100         | 81             |
| Estados Unidos | Hot Digital Songs         | 52             |
| País           | Tabela musical (2011)     | Melhor posição |
| Portugal       | Top 100 Soundtracks Songs | 2              |